# Jean-Baptiste Tierce

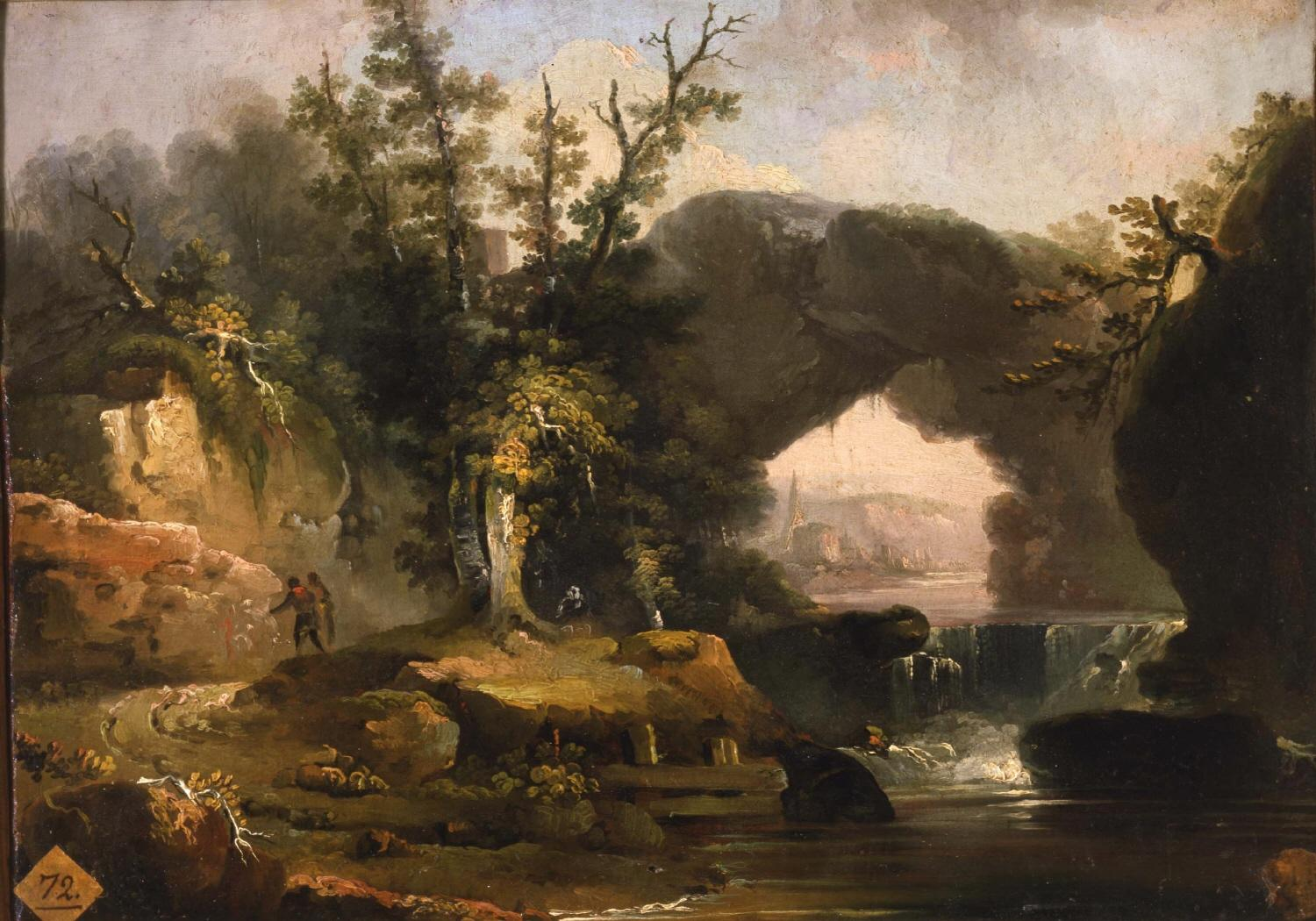
Paisaje con cascada, óleo sobre lienzo, 40 x 53,50 cm, Madrid, Real Academia de Bellas Artes de San Fernando.

Jean-Baptiste Antoine Tierce (Rouen, 1737-Florencia (?) 1794 o después) fue un pintor y dibujante francés especializado en paisajes.
Discípulo en la escuela de Bellas Artes de Rouen de Jean-Baptiste Descamps, se perfeccionó en París con Jean-Baptiste Marie Pierre. En 1772, con residencia en Aix-en-Provence, a la vez que se le documenta trabajando para las iglesias de Rouen, fue admitido en la Academia de Marsella. Un año después viajó a Italia, donde visitó Florencia y se estableció por un tiempo en Nápoles. De esta época datan sus primeros paisajes conocidos: la Pesca a la luz de las antorchas conservada en el Museo de Bellas Artes de Carcasona (1776) y cinco dibujos utilizados en las estampas del Voyage pittoresque de Naples et de Sicile del abad de Saint-Non. Tierce acompañó también al marqués de Sade durante una parte de su viaje por Italia (1775), ilustrando su inacabado Voyage d’Italie, ou, Dissertations critiques, historiques et philosophiques sur les villes de Florence, Rome, Naples, Lorette et les routes adjacentes à ces quatre villes.
En 1777 fue elegido académico de la Arcadia en Roma, donde permaneció hasta 1789, con algún breve paréntesis para viajar a Francia en 1780, cuando de nuevo en Rouen trabajó para la iglesia, y en 1786. En Roma gozó de la protección del cardenal Bernis y trabajó para Piranesi. Pasó luego a Florencia, donde contrajo matrimonio con una hija del primer médico del gran duque. 
Además de sus paisajes fantásticos, de rico y abundante follaje, escribió un informe titulado Questions sur le Jubé de la Cathédrale de Rouen para las Mémoires historiques sur les marbres employés à la décoration de l’entrée du chœur de l’église métropolitaine de Rouen del abad Terrisse, editadas en Rouen en 1777.